# Baranówka (Ukraina)
Baranówka (ukr. Баранівка, Baraniwka) – miasto na Ukrainie, w obwodzie żytomierskim, siedziba władz rejonu baranowskiego. W 2017 roku liczyło ok. 11,8 tys. mieszkańców.

## Historia
Pierwsza wzmianka o miejscowości pochodzi z 1566 roku. W XIX wieku działała w Baranówce wytwórnia porcelany.
W latach 1593 oraz 1618 była niszczona przez Tatarów.
W XVI-XVIII w. Baranówka zaliczała się do województwa wołyńskiego w składzie Rzeczypospolitej jako miasteczko.
W 1792 r., podczas tłumienia przez carskie wojsko powstania polskiego pod dowództwem Tadeusza Kościuszki, na terenie Baranówki pojawiła się rosyjska husaria pułkownika Dawydowa (ojca uczestnika wojny francusko-rosyjskiej 1812 r. Denisa Dawydowa), którzy mieli zlikwidować polskich powstańców na czele z baronem Zamojskim, bliskim krewnym znanych polskich magnatów.
Od 1793 r. należy do Imperium Rosyjskiego.
W 1802 r. w tym osiedlu pobudowano fabrykę porcelany z kosztów braci de Mezerów.
Początkowo Baranówka była własnością książąt Lubomirskich, później należała panom Walewskim, od których jako posag dla ich córki przeszła na własność książąt Gagarinów. Ostatnimi właścicielami byli hrabiowie Stroganowie.
Pod koniec sierpnia 1920 r. wojska radzieckie 1 Armii Konnej zajęły Baranówkę i urządziły pogromy.
W 1923 r. Baranówka staje się rejonowym centrum.
Status osiedla typu miejskiego posiada od 1938 roku.
Do roku 1941 znaczną część ludności stanowili Żydzi. Baranówka była ośrodkiem religijnym między Zwiahelem a Połonnym, dzięki czemu większość Żydów we wsi była religijna. Pod koniec XIX wieku. Zaczęła się stopniowa migracja Żydów do innych, bardziej atrakcyjnych ekonomicznie miast, takich jak Bród Kamienny, gdzie znajdowała się fabryka fajansu Zusmana.
W czasie II wojny światowej w Baranówce utworzono getto żydowskie i rozpoczęły się masowe mordy na ludności żydowskiej. 19 lipca 1941 r. rozstrzelano 74 Żydów, 29 lipca – 100, a 24 sierpnia – 180 Żydów.
W październiku 1941 r. miało miejsce masowa egzekucja Żydów, a pozostałych w listopadzie wywieziono do obozu pracy. 6 stycznia 1942 r. w Baranówce rozstrzelano 594 Żydów z okolicznych wsi.
W 1989 roku liczyła 12 638 mieszkańców.
Miasto od 17 maja 2001 roku.
10 lutego 2019 r. do Diecezji Żytomierz-Owruch UCP dołączyła się religijna społeczność Chresto-Wozdwyżenskiej parafii UCP MP.